# Nikola Tolimir
Nikola Tolimir (Slovenj Gradec, 1º aprile 1989) è un calciatore sloveno, centrocampista del Bleiburg.

## Carriera

### Club
Ha giocato nella massima serie dei campionati sloveno, rumeno e cipriota.

### Nazionale
Ha giocato nelle nazionali giovanili slovene Under-20 ed Under-21.